# IV (álbum de Forseps)
IV es el cuarto álbum de Forseps. Destaca la versión hecho a la canción Día Negro del grupo La Barranca y "Wendy O" dedicada a la cantante Wendy O. Williams (1958-1988) del grupo Plasmatics.

## Lista de canciones
1. Wendy O
2. Día Negro
3. Vestida Así
4. Mendigo Amor
5. En Casa
6. El Edén
7. Te Voy A Dar Amor
8. El
9. Salvación
10. De Revista
11. El Fuego
12. Síntomas

## Sencillos y videos
- Síntomas

- Datos: Q5907247